# Diocesi di Wenden

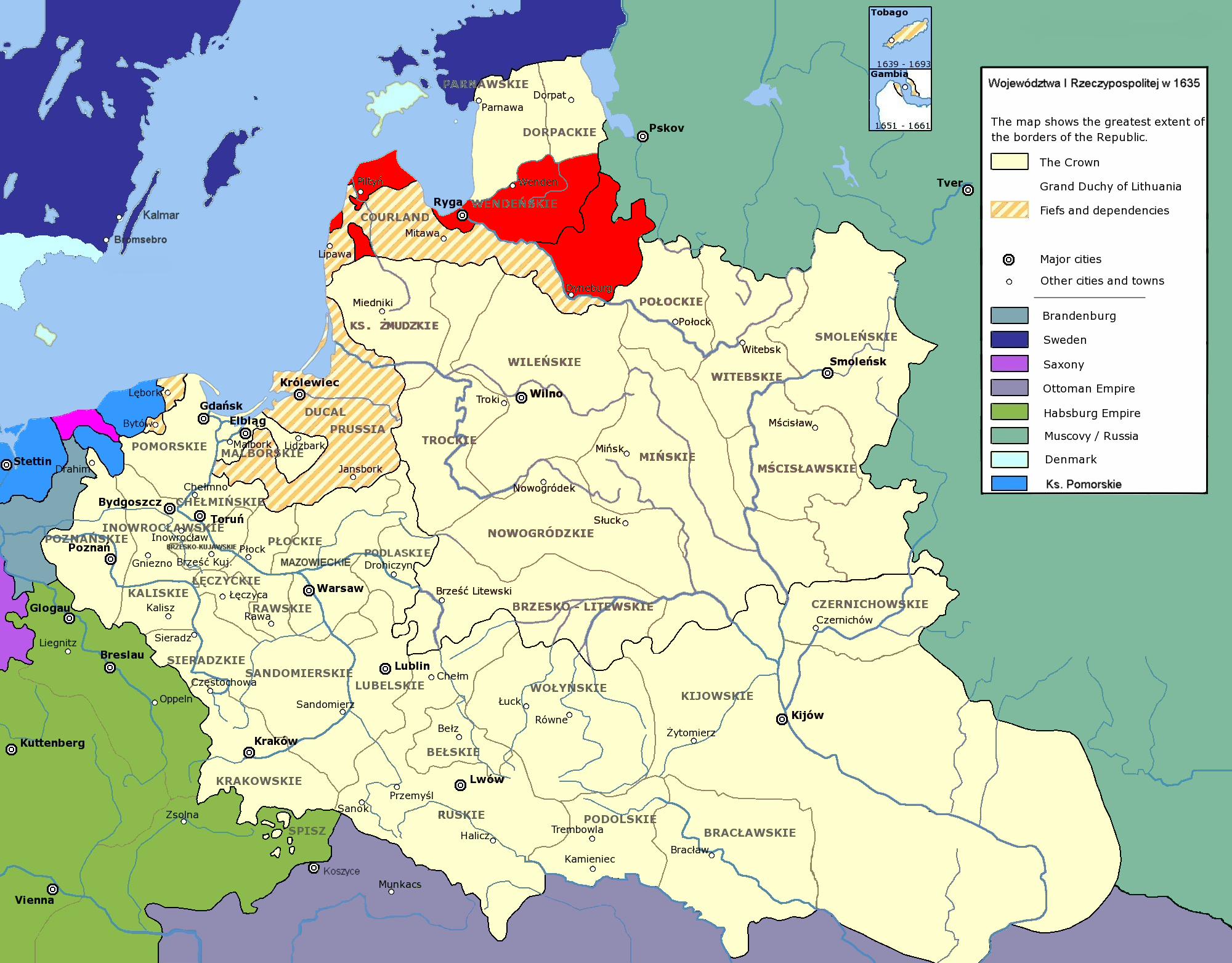
Mappa della diocesi prima del 1620 (in rosso).

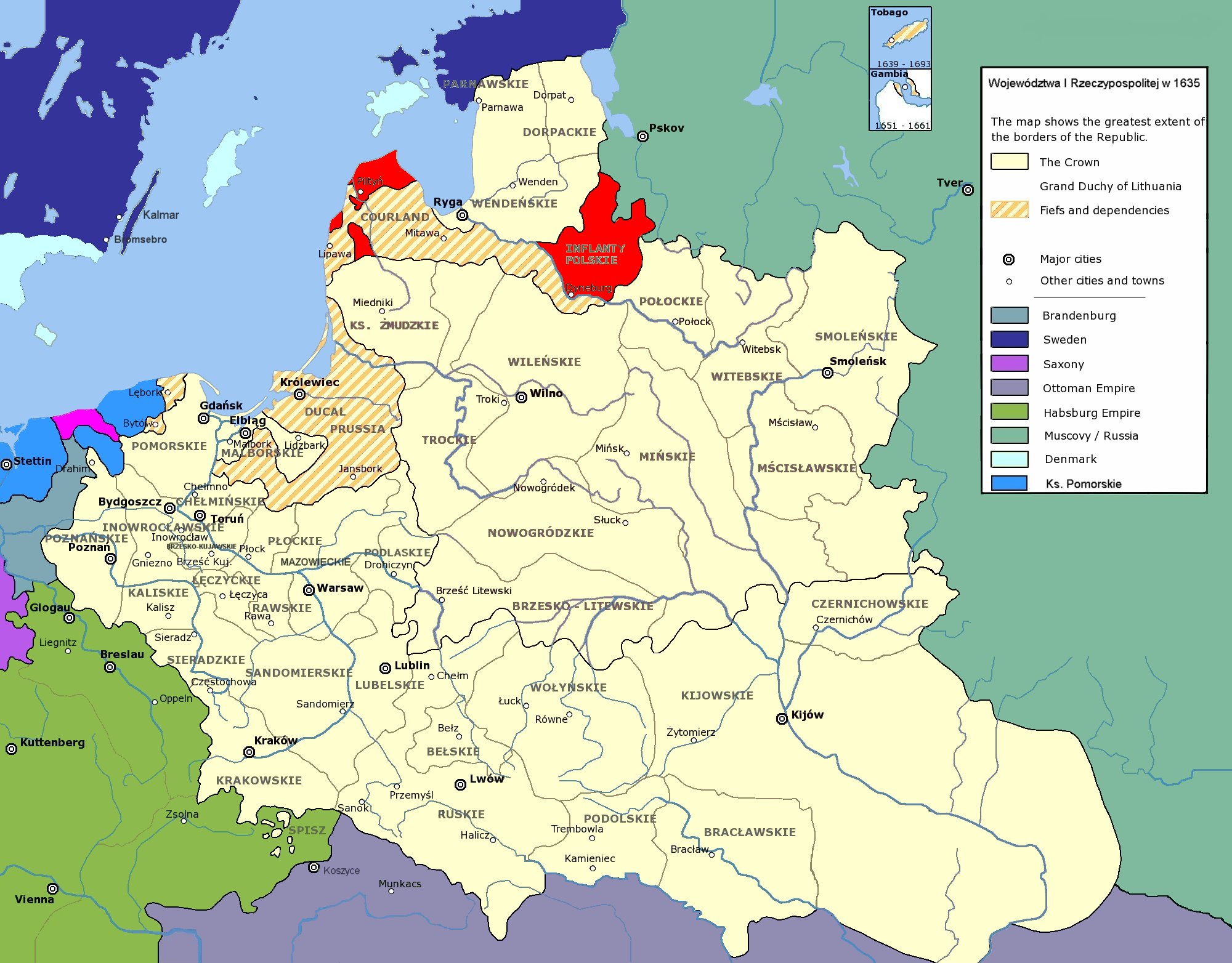
Mappa della diocesi (in rosso) dopo le conquiste svedesi.

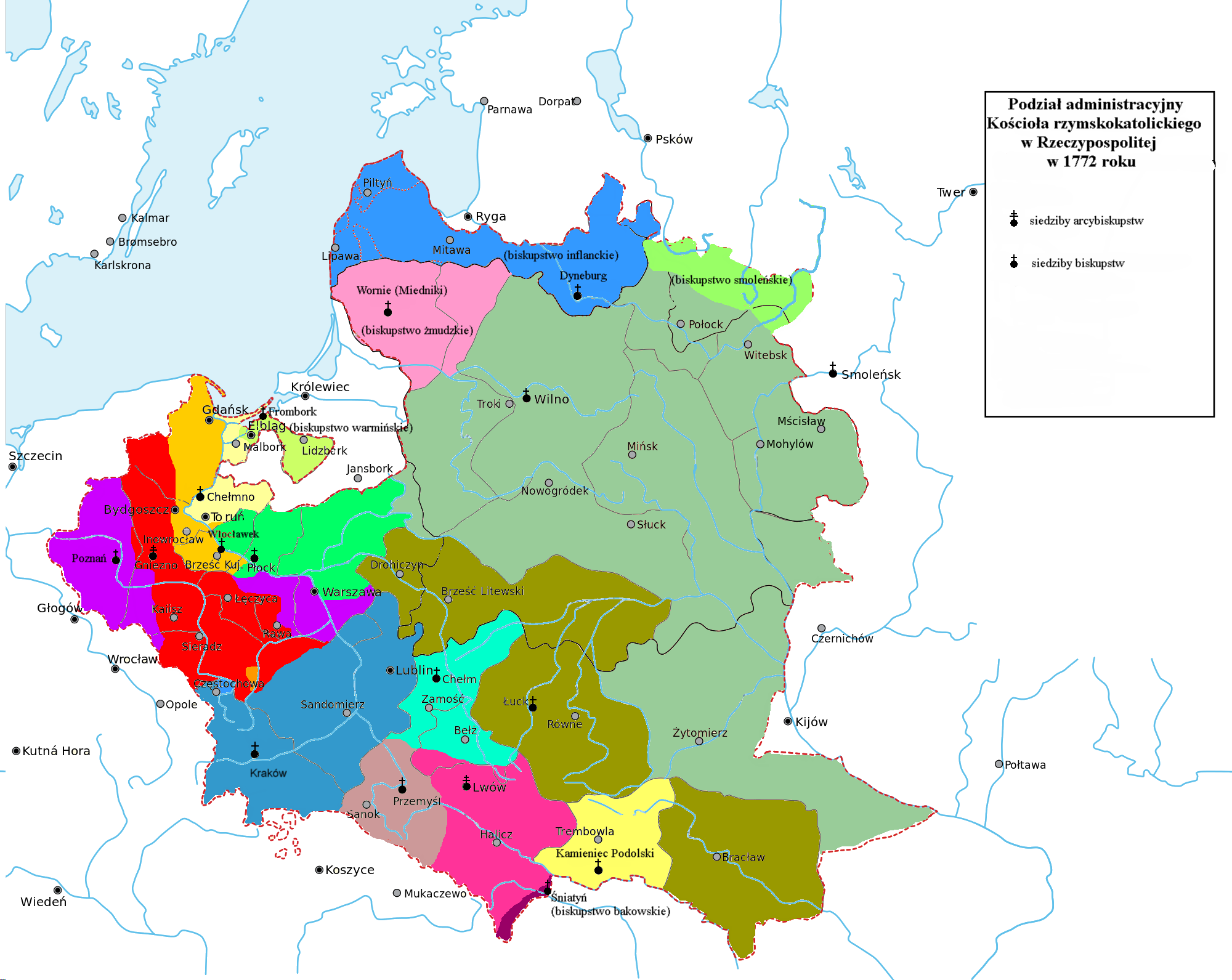
Mappa delle diocesi della Confederazione polacco-lituana nel 1772; in blu la diocesi di Inflanty o Livonia.

La diocesi di Wenden (in latino Dioecesis Vendensis) è una sede soppressa della Chiesa cattolica.

## Storia
Complessa è la storia di questa diocesi, che nel corso dei suoi due secoli di esistenza dovette adattarsi ai molti cambiamenti politici e geografici della regione lettone.
Nel 1569 la maggior parte della Lettonia entrò a far parte della Confederazione polacco-lituana. Le antiche sedi episcopali (l'arcidiocesi di Riga e le sue suffraganee) erano ormai state soppresse da alcuni decenni ed il re polacco Stefano I Báthory, coadiuvato dai Gesuiti, promosse una campagna di nuova evangelizzazione per riportare il cattolicesimo nel Paese.
Il 3 dicembre 1582 il re eresse una diocesi con sede a Wenden, l'odierna Cēsis. Essa copriva il territorio del Voivodato di Wenden.
La diocesi di Wenden fu eretta canonicamente il 1º maggio 1585 con la bolla Aequum et rationi di papa Sisto V. Essa era immediatamente soggetta alla Santa Sede fino al 1621, quando divenne suffraganea dell'arcidiocesi di Gniezno.
In seguito alle guerre polacco-svedesi dei primi decenni del XVII secolo, la Livonia fu occupata dalla Svezia fino alla sua completa conquista nel 1629. Per questo motivo la sede episcopale fu trasferita da Wenden a Dünaburg (l'attuale Daugavpils), nella regione della Letgallia, dove fu eretta la nuova cattedrale di San Giovanni.
Questa regione assunse il nome di Livonia polacca, in polacco: Inflanty Polskie. Per questo motivo la diocesi è conosciuta nei documenti anche con il nome di diocesi di Inflanty.
Nel 1685 i cattolici residenti nelle altre due regioni storiche della Lettonia, ossia la Semgallia e la Curlandia (che all'epoca formavano il ducato di Curlandia e Semigallia), furono posti sotto l'amministrazione e la cura pastorale del vescovo residente a Dünaburg.
Secondo l'Eubel, il 15 gennaio 1685 la diocesi di Curlandia (Piltensis seu Curonensis) fu unita aeque principaliter alla diocesi di Wenden. Nel 1701 la diocesi di Wenden contava circa 50.000 fedeli, mentre in Curlandia v'erano 40.000 cattolici sotto la cura pastorale dei Gesuiti e dei Domenicani.
Nel 1772, in seguito alla prima spartizione della Polonia, la Latgallia (o Livonia polacca) fu ceduta all'impero russo e le sue parrocchie entrarono a far parte dell'arcidiocesi di Mahilëŭ. La perdita di questo territorio costrinse nuovamente a spostare la sede episcopale, che fu trasferita da Dünaburg a Piltene, all'estremo opposto della Lettonia, già sede dei vescovi di Curlandia.
Il 16 ottobre 1798, in seguito alla terza spartizione della Polonia, la diocesi fu soppressa con la bolla Maximis undique di papa Pio VI e ciò che restava del suo territorio incorporato in quello della diocesi di Vilnius.

## Cronotassi dei vescovi
Si omettono i periodi di sede vacante non superiori ai 2 anni o non storicamente accertati.
- Aleksander Mieliński, C.R.S.A. † (11 maggio 1583 - 4 marzo 1584 deceduto)
- Andrzej Patrycy Nidecki † (20 maggio 1585 - 2 gennaio 1587 deceduto)
  - Sede vacante (1587-1590)
- Otto Schenking † (19 febbraio 1590 - 20 giugno 1637 deceduto)
  - Sede vacante (1637-1641)
- Mikołaj Krosnowski † (27 novembre 1641 - 12 giugno 1645 nominato arcivescovo di Leopoli)
  - Sede vacante (1645-1647)
  - Jan Pac † (16 settembre 1647 - 1649 dimesso) (vescovo eletto)
- Aleksander Krzysztof Chodkiewicz † (28 ottobre 1651 - 1º ottobre 1676 deceduto)
  - Sede vacante (1676-1685)
- Mikołaj Popławski † (15 gennaio 1685 - 21 luglio 1710 nominato arcivescovo di Leopoli)
- Teodor Wolff von Ludinghausen, S.I. † (21 luglio 1710 succeduto - 10 novembre 1710 nominato vescovo di Chełm)
- Krzysztof Antoni Szembek † (23 febbraio 1711 - 1º luglio 1716 nominato vescovo di Poznań)
  - Sede vacante (1716-1720)
- Stanisław Józef Hozjusz † (16 settembre 1720 - 14 gennaio 1722 nominato vescovo di Kam"janec')
  - Sede vacante (1722-1724)
- Augustyn Wessel, O.Cist. † (12 giugno 1724 - 11 maggio 1733 nominato vescovo di Kam"janec')
- Konstanty Moszyński, O.S.P.P.E. † (22 giugno 1733 - 9 settembre 1738 deceduto)
- Wacław Hieronim Sierakowski † (9 settembre 1738 succeduto - 16 novembre 1739 nominato vescovo di Kam"janec')
- Józef Dominik Puzyna † (16 settembre 1740 - 5 marzo 1752 deceduto)
- Antoni Kazimierz Ostrowski † (9 aprile 1753 - 17 settembre 1763 nominato vescovo di Włocławek)
- Jan Stefan Giedroyć † (22 aprile 1765 - 30 marzo 1778 nominato vescovo di Samogizia)
- Antoni Maciej Sierakowski † (20 luglio 1778 - 21 marzo 1781 deceduto)
- Józef Kazimierz Kossakowski † (17 settembre 1781 - 9 maggio 1794 deceduto)
- Jan Nepomucen Kossakowski † (9 maggio 1794 succeduto - 17 novembre 1798 nominato vescovo di Vilnius)